# Pteralyxia kauaiensis
Pteralyxia kauaiensis är en oleanderväxtart som beskrevs av Caum. Pteralyxia kauaiensis ingår i släktet Pteralyxia och familjen oleanderväxter. IUCN kategoriserar arten globalt som starkt hotad. Inga underarter finns listade i Catalogue of Life.